# Fremdspannung
Eine Fremdspannung ist ein durch systembedingte elektrische Störquellen eines Übertragungssystems für akustische Signale verursachter Störpegel.
Die Messung der Fremdspannung erfolgt im Gegensatz zur Geräuschspannung, die oft ähnliche Ursachen hat, mit einem fast über den ganzen Übertragungsbereich des Systems linearen Verstärker, d. h. also mit einem im mittleren Bereich linearen Bewertungsfilter. Es kommt also insbesondere auch das Netzbrummen und hohes Rauschen voll zur Wirkung.
Zur Ermittlung des Fremdspannungsabstands wird die Fremdspannung zur Nutzspannung (meist Aussteuerungsgrenze oder Nennpegel des elektrischen Nutzsignals) des Übertragungssystems ins Verhältnis gesetzt.